# Studio Records
La Studio Records è stata una casa discografica italiana, attiva negli anni ottanta.

## Storia
Fondata nel 1981 su iniziativa di Romeo Ferrero (titolare delle edizioni musicali Augusta, una delle case di edizioni musicali storiche torinesi, nata addirittura nel 1852 con il nome di Società Editrice Musicale Torinese), la Studio Records ha pubblicato nel corso della sua attività dischi di artisti come Enzo Maolucci, Jambon Street Band, Arti e Mestieri, Cantambanchi ed altri.
In alcune pubblicazioni sull'etichetta al posto del logo dell'etichetta è riportato quello delle edizioni musicali Augusta.
La sede era in via Nicola Fabrizi 44 a Torino (mentre quella delle edizioni musicali Augusta era in via Po 3).
La Studio Records viene chiusa nel 1984. Con l'aiuto di Gianni Tempo, viene fondata la Tauri s.r.l. (con riferimento all'omonima squadra di Football americano) con sede in via Legnano 13 poi trasferita in strada Settimo 13 a Torino

## Dischi
La datazione qui riportata si basa sull'etichetta del disco o sulla copertina; qualora nessuno di questi elementi abbia una datazione, è basata sulla numerazione del catalogo; talora è, infine, basata sul codice della matrice di stampa. Se esistenti, sono riportati, oltre all'anno, il mese e il giorno (quest'ultimo dato si trova, a volte, stampato sul vinile).

### 33 giri
| Numero di catalogo | Anno | Interprete      | Titoli                                               |
| ------------------ | ---- | --------------- | ---------------------------------------------------- |
| MS 1001            | 1982 | Enzo Maolucci   | Immaginata                                           |
| MS 1002            | 1983 | Arti e Mestieri | Acquario                                             |
| MS 1003            | 1983 | Cantambanchi    | Land Lover - Oltre la frontiera in cerca d'avventura |
| MS 1009            | 1985 | Arti e Mestieri | Children's blues                                     |
| MS 1010            | 1985 | Enzo Maolucci   | Tropico del toro                                     |

### 45 giri
| Numero di catalogo | Anno | Interprete      | Titoli                      |
| ------------------ | ---- | --------------- | --------------------------- |
| MS 2001            | 1982 | Enzo Maolucci   | Una donna che sia/Il cinema |
| MS 2003            | 1983 | Jambon Street   | Epatite virale/Lettera      |
| MS 2006            | 1983 | Mari'ò          | Ridi / So                   |
| MS 2011            | 1984 | Arti e Mestieri | Managua/Lemon vodka         |
| MS 2012            | 1984 | Made in Italy   | Senza te/Da una radio       |

### Compact disc
| Numero di catalogo | Anno | Interprete                                            | Titoli                         |
| ------------------ | ---- | ----------------------------------------------------- | ------------------------------ |
| CDT 1012           | 1991 | Enzo Maolucci                                         | Generazione mia                |
| CDT 1020           | 1992 | Autori Cubani Vari - Enciclopedia della musica Cubana | La isla que suena              |
| CDT 1023           | 1997 | Havana Mambo                                          | Ula Ula                        |
| CDT 1032           | 1999 | Havana Mambo                                          | Havana mambo night's           |
| CDT 1034           | 2000 | Orchestra sinfonica radio di Bratislava               | Sinfonia rapsodica             |
| CDT 1059           | 2000 | Music for ballet                                      | Sandro Cuccuini                |
| CDT 1060           | 2000 | Havana Mambo                                          | Un moyto una mujer una bachata |
| CDT 1111           | 2001 | Havana Mambo                                          | Se formò la gozadera           |
| CDT 1112           | 2002 | Havana Mambo                                          | hasta el hamanecer             |
| CDT 1113           | 2002 | Havana Mambo                                          | La mecaniquita                 |
| CDT 1114           | 2002 | Havana Mambo                                          | Instrumental                   |
| MCP 1001           | 2007 | Morera                                                | Solo para ti                   |
| MCP 1003           | 2008 | Morera                                                | Morera                         |
| MCP 1004           | 2009 | Lor                                                   | Et si seulement                |
| MCP 2011           | 2011 | Coro delle voci bianche di Novara                     | Sognar con gli angeli          |